# Servizio informazioni clandestino
Il Servizio informazioni clandestino o SIC fu un servizio segreto italiano, attivato nel settembre 1943 per supportare le operazioni della Resistenza romana nella seconda guerra mondiale.
Il SIC fu creato a Roma nel settembre 1943, poco dopo l'occupazione tedesca della città, dall'ammiraglio Francesco Maugeri, già capo del servizio informazioni della Regia Marina italiana (Servizio informazioni segrete o SIS). Sfruttando uomini e risorse già del SIS, Maugeri creò un efficiente servizio di spionaggio e raccolta informazioni, collegato al Fronte militare clandestino attivo nella capitale e in stretti rapporti con i servizi di spionaggio della Fifth United States Army, cui passò notizie sullo stato delle truppe e delle difese tedesche in particolare durante gli eventi dello sbarco di Anzio. Oltre a operare nella zona di Roma, il SIC attivò numerose cellule e stazioni radio segrete in svariate località dell'Italia settentrionale, raccogliendo informazioni utili di carattere militare, industriale e politico a favore degli Alleati. 
Dopo la liberazione di Roma nel giugno 1944, la rete informativa allestita dal SIC passò poi alle dipendenze dei servizi di spionaggio degli Alleati e del Comitato di Liberazione Nazionale Alta Italia.

## Storia

### La nascita
Subito dopo l'annuncio dell'avvenuto armistizio tra Italia e Alleati dell'8 settembre 1943 e la successiva occupazione tedesca di Roma del 10 settembre, l'ammiraglio Francesco Maugeri, comandante del servizio segreto della Regia Marina italiana (Servizio informazioni segrete o SIS), aveva posto in congedo o in licenza illimitata la maggior parte del personale del servizio acquartierato nella capitale e si era dato alla clandestinità all'interno di Roma, ben conscio di essere per il suo ruolo tra i principali ricercati delle autorità occupanti tedesche. Desideroso di continuare la lotta contro i tedeschi, Maugeri si diede subito da fare per riunire il numeroso personale del SIS che non desiderava aderire alla costituenda Repubblica Sociale Italiana manovrata dalla Germania, e che si nascondeva all'interno di Roma o che stava confluendo nella città provenendo da altre sedi. Già il 13 settembre Maugeri riunì sette dei suoi collaboratori a Palazzo Cerasi a via del Babuino, già sede del quartier generale segreto dell'Ufficio D (operazioni di spionaggio all'estero) del SIS; tra le prime azioni intraprese dal gruppo vi fu quella di distruggere gli archivi del SIS perché non cadessero in mano ai tedeschi. Nella settimana seguente Maugeri e i suoi collaboratori tennero altre riunioni e avvicinarono e reclutarono alla loro causa altri componenti del SIS; sfruttando fondi e sedi del servizio (circa undici rifugi sicuri, tra cui uno collocato all'interno di Palazzo Venezia), tra settembre e novembre 1943 Maugeri poté avviare le operazioni del suo piccolo servizio di spionaggio, designato come "Servizio informazioni clandestino" o SIC.
Il personale reclutato da Maugeri, composto sia da ex membri del SIS che da nuovi aderenti, ammontava a 20 ufficiali, sette sottufficiali e tre marinai della Regia Marina; successivamente furono reclutati anche sette ufficiali del Regio Esercito e 28 civili (tra cui 12 donne, tutte legate da vincoli di parentela con membri del servizio). Il capitano di fregata Carlo Resio (nome di copertura "ingegner Bianchi"), già comandante dell'Ufficio D, fungeva da capo di stato maggiore; il capitano del commissariato Mario Vespa ("ingegner Poggio") fungeva da segretario generale, mentre il tenente del commissariato Guido de Finetti ("ingegner Zucchelli") svolgeva il compito di addetto ai rifornimenti. Il capitano di fregata Luigi Filasi e il tenente di vascello Aldo Cippico erano incaricati dell'infiltrazione di agenti nei territori occupati; il capitano dei carabinieri Giuseppe Scordino, già comandante dell'ufficio controspionaggio del SIS, svolgeva l'analogo ruolo di capo del controspionaggio del SIC.
In ottobre Maugeri avviò le prime operazioni di raccolta informazioni inviando da Roma due missioni esplorative in direzione del nord Italia: una lungo la costa del mar Tirreno in direzione di Genova, affidata al giornalista Vero Roberti, e una lungo la costa del mare Adriatico in direzione di Venezia, affidata al capo di terza classe Giordano Chieregatto. Nel frattempo, il maggiore delle armi navali Carlo Alberto Ferrari diede il via alle prime operazioni nella zona di Roma, sabotando le linee di comunicazione tedesche lungo la via Salaria ed effettuando un sopralluogo all'ambasciata di Germania in via Conte Rosso. In seguito, Ferrari fu inviato a nord facendo base vicino a Cernobbio: qui stabilì un contatto con l'ingegner Alliata, direttore della Società Cobianchi Lavori Metallurgici (SCLM) di Novara, il quale accettò la richiesta presentata dall'ammiraglio Maugeri di operare come finanziatore del SIC; per finanziare le sue operazioni Maugeri ricorse spesso alla richiesta a nome della Regia Marina di prestiti di denaro da parte di privati e ditte, trovando una pronta risposta positiva. Ferrari reclutò alla causa del SIC anche il colonnello del Genio navale Cesare Rizzani, uno specialista di siluri che lavorava presso la SCLM, incaricandolo di sabotare le attività che la società avrebbe svolto per conto dei tedeschi.

### Operazioni

L'ammiraglio Francesco Maugeri

Il SIC stabilì i primi contatti con la Resistenza romana per tramite della principessa Elvina Pallavicini. In novembre Maugeri riuscì a stabilire un collegamento con il Fronte militare clandestino del colonnello Giuseppe Cordero Lanza di Montezemolo e con gli elementi del Servizio informazioni militare rimasti in clandestinità nella capitale; il 10 dicembre l'ammiraglio Emilio Ferreri assunse, sotto l'egida del Fronte militare di Montezemolo, la direzione di tutte le attività clandestine della Regia Marina a Roma, e il SIC di Maugeri iniziò a ricevere istruzioni e direttive da questi. Nel frattempo, Ferrari aveva preso contatto con il "maggiore Morris", un ufficiale del Regio Esercito che dalla Svizzera fungeva da agente della rete informativa della Fifth United States Army operativa in Italia; Ferrari attraversò più volte il confine tra Italia e Svizzera, strettamente sorvegliato dai tedeschi, per ricevere dal comando della Fifth Army i primi incarichi informativi che il SIC doveva svolgere per conto degli Alleati. Il servizio stabilì quindi, con l'aiuto dei partigiani romani, due posti di osservazione fissi lungo la via Tuscolana e la via Appia per prendere nota del traffico militare tedesco che vi si svolgeva, effettuò varie ricognizioni degli aeroporti militari nella zona della capitale (Centocelle, Ciampino, Littorio e Capannelle) e una ricognizione particolareggiata dell'idroscalo di Ostia; su istruzioni di "Morris", gli operativi del SIC raccolsero informazioni sulle fortificazioni e le difese costiere stabilite dai tedeschi nella zona compresa tra Torre Astura e Anzio. In Svizzera Ferrari reclutò, agli inizi di dicembre, il capitano di vascello Alfonso Galleani, già capo dell'Ufficio C (situazione) del SIS e riparato in territorio elvetico dopo l'armistizio; i due misero in piedi una piccola rete informativa (Centro Offensivo Marina Occulto) reclutando vari fuggitivi arrivati in Svizzera dalla Francia. All'inizio di gennaio 1944 fu possibile recapitare al SIC un cifrario con cui stabilire un collegamento radio sicuro con il ricostituito stato maggiore della Regia Marina a Taranto; Maugeri giudicò tuttavia il cifrario come embrionale e non adatto allo scopo, e pur disponendo di un collegamento radiotelegrafico diretto con lo stato maggiore della Marina il SIC non lo sfruttò più di tanto.
All'inizio di dicembre 1943 una squadra della Xª Flottiglia MAS repubblichina agli ordini del maggiore Umberto Bardelli, comprensiva di alcuni ex membri del SIS, fu inviata a Roma appositamente per dare la caccia a Maugeri e ai suoi collaboratori più stretti (Resio, Vespa e de Finetti). Il 10 dicembre i repubblichini fecero irruzione nell'appartamento utilizzato dall'ammiraglio a via Timavo nonché in altre sedi del SIS in via del Babuino: la retata andò a vuoto perché gli edifici perquisiti erano stati sgombrati precipitosamente alcune ore prima dell'irruzione, ma tramite alcuni documenti rinvenuti sul posto i repubblichini riuscirono a risalire all'identità e a catturare uno dei componenti del SIC, il marinaio Salvatore Russo (l'ordinanza del capitano Vespa). Un tentativo di liberare Russo si tramutò in un disastro, portando alla cattura il 14 gennaio 1944 di tutta la squadra di soccorso: caddero in mano alla Xª MAS due agenti del SIC, il capitano del Regio Esercito Mario Libotte e la civile Vittoria Roccavilla, e alcuni partigiani romani. I prigionieri furono interrogati fino al 23 gennaio quando, dopo l'avvenuto sbarco dei reparti alleati ad Anzio, il distaccamento della Xª MAS lasciò Roma liberando i detenuti, ritenendo ormai imminente una prossima liberazione della capitale. Per effetto della retata, comunque, il SIC dovette abbandonare varie delle sue sedi e nascondigli e riorganizzare la sua rete: il capitano Vespa e il maggiore de Finetti dovettero lasciare Roma (il primo si recò a Genova, il secondo ad Arco di Trento), mentre il capitano Resio si spostò in una località sicura a 50 chilometri dalla capitale; il capitano di fregata Giulio Sandrelli subentrò nel ruolo di ufficiale di collegamento con il Fronte militare clandestino e di incaricato del reperimento fondi.
Per il 1944 gli Alleati avevano presentato al SIC una lunga lista di obiettivi su cui fornire informazioni: le difese costiere lungo la costa tirrenica dell'Italia e in corrispondenza dei principali porti italiani ancora in mano all'Asse; le fortificazioni tedesche nella zona tra Anzio e Nettuno; i movimenti delle unità navali tedesche nelle acque italiane; la disposizione e composizione dei campi minati; la dislocazione dei depositi di munizioni, dei reparti aerei e delle forze corazzate tedesche in Italia, e in generale i potenziali obbiettivi da colpire con raid di bombardieri alleati. Per soddisfare questa lista di richieste il SIC incrementò la sua rete di informatori dislocata nel nord Italia, reclutando altro personale e attivando cellule informative in varie importanti città come Firenze, La Spezia, Milano, Torino, Genova, Verona, Vicenza, Venezia e Belluno; anche dopo lo scioglimento del SIC molte di queste cellule continuarono a operare, passando al servizio delle reti informative gestite dagli Alleati o dal Comitato di Liberazione Nazionale Alta Italia. Inizialmente il SIC disponeva di poche radiotrasmittenti per mantenere i contatti con le sue cellule disseminate in lungo e in largo, ma la situazione migliorò dopo che all'organizzazione ebbe aderito il maggiore delle armi navali Alfeo Brandimarte: esperto ingegnere elettrotecnico della Regia Marina, Brandimarte riuscì a procurarsi il materiale necessario per mettere in piedi un'efficiente rete di comunicazioni, in grado di mantenere i contatti sia con il nord che con il sud Italia; il tenente di vascello Mario Florio e il capitano di fregata Roberto Servadio Cortesi si occuparono poi di consegnare le radio alle cellule operanti nel nord.

Il maggiore delle armi navali Alfeo Brandimarte, medaglia d'oro al valor militare alla memoria per le sue azioni a favore del SIC

Il capitano di corvetta Luigi Podestà disponeva di una vasta esperienza in materia di operazioni di spionaggio, che gli consentì di penetrare all'interno di diverse organizzazioni fasciste e di reclutare come doppiogiochisti alcuni dei loro componenti; in particolare, Podestà riuscì a infiltrare la base operativa che la Xª MAS aveva impiantato a Fiumicino per condurre incursioni navali con mezzi insidiosi contro la testa di ponte alleata di Anzio, passando agli Alleati dettagli sui mezzi impiegati e gli attacchi pianificati. Tra i migliori agenti doppi del SIC vi fu Michele Coppola, un mutilato di guerra reclutato dai tedeschi per lavorare come telefonista nella centrale telefonica di Roma: dalla sua posizione, Coppola poteva monitorare le comunicazioni telefoniche della Gestapo e della polizia tedesca a Roma, come pure segnalare al SIC quali fossero i telefoni tenuti sotto controllo dagli occupanti. Nel gennaio 1944 Coppola fu reclutato in un'unità di guastatori gestita dalla Gestapo, passando al SIC informazioni sui piani predisposti dai tedeschi per attuare attentati ai danni degli Alleati qualora Roma fosse caduta in mano loro; impiegato il 9 marzo in una missione di sabotaggio dietro le linee alleate ad Anzio, Coppola fece scoprire e catturare la squadra a cui era aggregato.
Il controspionaggio nazifascista inflisse duri colpi alle reti informative del SIC. Il 18 febbraio 1944 la Gestapo tedesca catturò sette membri civili del SIC a Roma, incarcerandoli nella caserma di via Tasso dove furono sottoposti a ripetuti interrogatori e torture per estorcere loro informazioni; anche svariati parenti degli aderenti al servizio, pur non coinvolti nelle operazioni, furono arrestati e trattenuti in detenzione per giorni: nonostante queste pressioni, l'organizzazione non fu tradita. A Genova il capitano Vespa venne riconosciuto e fermato nel febbraio 1944: dopo aver rifiutato di rientrare in servizio con la Xª MAS, fu portato nella prigione della "Casa dello studente" e torturato perché rivelasse informazioni utili; anche la giovane moglie di Vespa, incinta, venne arrestata e trattenuta in prigione per otto mesi. Dopo un attentato partigiano al Teatro Carlo Felice il 15 maggio 1944 in cui erano rimasti uccisi sei soldati tedeschi, Vespa fu scelto tra i 60 ostaggi da fucilare come rappresaglia, ma il suo nome fu tolto dalla lista perché la Gestapo voleva continuare a interrogarlo; deportato nel campo di concentramento di Mauthausen e sottoposto ai lavori forzati, il capitano riuscì a sopravvivere fino alla liberazione nel maggio 1945. A Milano operò come agente del SIC per diversi mesi il capitano degli alpini Vittorio Gasparini; scoperto dai tedeschi tra la fine di luglio e l'inizio di agosto 1944, fu torturato a lungo finendo poi con l'essere fucilato il 10 agosto in una piazza non lontano dalla sua abitazione; nel dopoguerra fu insignito della Medaglia d'oro al valor militare alla memoria. Il 20 maggio 1944, quando ormai Roma stava per essere liberata dagli Alleati, i tedeschi riuscirono invece a localizzare la centrale radio allestita dal maggiore Brandimarte, catturandola insieme a due operatori; tre giorni più tardi fu lo stesso Brandimarte ad essere arrestato dai tedeschi. La sera del 4 giugno, mentre le truppe tedesche sgombravano Roma, Brandimarte fu tra le 14 vittime fucilate nel corso dell'eccidio de La Storta; il maggiore fu poi insignito della Medaglia d'oro al valor militare alla memoria.
Il 5 giugno i primi reparti alleati fecero in loro ingresso a Roma, stabilendo un contatto con l'ammiraglio Maugeri. Uomini e risorse del SIC transitarono quindi in forza al ricostituito servizio informazioni della Regia Marina, impiegato a fianco degli Alleati per tutto il resto della guerra di liberazione; lo stesso Maugeri diresse brevemente il servizio fino all'agosto 1944, quando si ritirò per motivi di salute.